# شكل الورقة
شكل الورقة في علم النبات هو صفة نوعية للأوراق النباتية وليست كمية (كحجم الورقة مثلاً) وهي إحدى الوسائل المتبعة لتمييز الأنواع النباتية ومن المعايير المهمة في شكلياء النبات. يمكن للورقة أن تكون بسيطة أو مركبة.

أشكال الأوراق

يمكن لورقة النبات البسيطة أن تتخذ أحد الأشكال التالية:
- ورقة إبرية (بالإنجليزية: Acicular)‏
- ورقة إصبعية (بالإنجليزية: Digitate)‏
- ورقة بيضوية (بالإنجليزية: Oval)‏
- ورقة رمحية (بالإنجليزية: Linear)‏
- ورقة ريشية (بالإنجليزية: Pinnate)‏
- ورقة قلبية (بالإنجليزية: Cordate)‏
- ورقة راحية (بالإنجليزية: Palmate)‏
- ورقة مثلثة (بالإنجليزية: Deltoid)‏
- ورقة مركبة (بالإنجليزية: Compound)‏
- ورقة مفصصة (بالإنجليزية: Lobed)‏
- ورقة ملعقية (بالإنجليزية: spatulate)‏
- ورقة ذَرِبَة[1] أو ذَلِقَة[1] (بالإنجليزية: cuspidate)‏
- ورقة رِقْنِيَّة[2] (بالإنجليزية: obovate)‏

## وصلات خارجية
- الشكل الظاهري للأوراق. جامعة عين شمس